# Chaetopreussia
Chaetopreussia är ett släkte av svampar. Chaetopreussia ingår i familjen Sporormiaceae, ordningen Pleosporales, klassen Dothideomycetes, divisionen sporsäcksvampar och riket svampar.
|                | Sporormia                                    |
|                |                                              |
|                | Preussia                                     |
|                |                                              |
|                | Sporormiella                                 |
|                |                                              |
|                | Pleophragmia                                 |
|                |                                              |
|                | Spororminula                                 |
|                |                                              |
|                | Westerdykella                                |
|                |                                              |
| Chaetopreussia | \| \| Chaetopreussia chadefaudii \| \| \| \| |
|                | \| \| Chaetopreussia chadefaudii \| \| \| \| |
|                | Eremodothis                                  |
|                |                                              |
|                | Preussiella                                  |
|                |                                              |
|                | Pycnidiophora                                |
|                |                                              |
|                | Amorosia                                     |
|                |                                              |
|                | Chaetopreussia chadefaudii                   |
|                |                                              |

|  | Chaetopreussia chadefaudii |
|  |                            |